# Freixianda
Freixianda ist ein Ort und eine ehemalige Gemeinde (Freguesia) im portugiesischen Kreis Ourém. Die Gemeinde hatte 2471 Einwohner (Stand 30. Juni 2011).
Am 29. September 2013 wurden die Gemeinden Freixianda, Ribeira do Farrio und Formigais zur neuen Gemeinde União das Freguesias de Freixianda, Ribeira do Farrio e Formigais zusammengeschlossen. Freixianda ist Sitz dieser neu gebildeten Gemeinde.